# Брочич, Любиша
Лю́биша Бро́чич (серб. Љубиша Броћић / Ljubiša Broćić; 3 октября 1911, Белград — 16 августа 1999) — югославский футбольный тренер. Начал свою работу в качестве тренера сборной Албании, затем работал в родной Югославии, затем уехал в Нидерланды, где тренировал ПСВ, потом в Италию, где работал с «Ювентусом». После работы в «Юве», Брочич вернулся в Нидерланды, где снова возглавил ПСВ, оттуда он направился в Испанию, где встал на тренерский мостик сначала «Барселоны», а затем «Тенерифе». Потом Брочич тренировал сборную Кувейта, сборную Новой Зеландии, австралийский клуб «Саут Мельбурн Хеллас» и сборную Бахрейна.